# 용인 양지 FC
용인양지FC는 용인시에 위치한 under-18팀 유형의 유소년 축구단이며, 2016년에 창단 하였다. 본래는 정광석 감독이 팀을 이끌며 유소년 선수들은 해마다 8강 이상 성적을 내고 있었으나 정광석 감독이 대전시티즌 코치로 부임하며 함종호 감독이 부임했다. 함종호 감독이 부임한 후엔 16강정도의 성적을 내고있다
코치진은 고준혁 수석코치, 김태일 골키퍼코치가 있다.  
양지fc출신 선수로는 전북현대 전병관선수와 대전시티즌 이동원, 독일 슈투트가르트 연성구선수 등이 있다.        